# Niels Peter Kirck
Niels Peter Kirck (10. august 1802 i Helsingør – 4. april 1864) var en dansk handelsmand og politiker.
Han var søn af købmand Martin Kirck (1769-1807), var 1817-23 i handelslære i sin fødeby og bestyrede derefter andre købmænds forretninger, indtil han 1827 selv fik borgerskab som skibsklarerer. Han tjente derved en betydelig formue og efterlod sig en stor handelsforretning. Han var 1839-50 borgerrepræsentant, 1842-48 stænderdeputeret og 1850-63 uafbrudt landstingsmand. Han stemte i reglen med venstre og indtog jævnlig en særstilling – stemte således 1861 imod den fynsk-jyske jernbanelov, da staten formentlig kunne bruge sine penge bedre; også optrådte han som ubetinget hævder af økonomisk og personlig frihed (fuld rentefrihed, ophævelse af Helligdagsanordningen og af vaccinationstvangen). Han døde 4. april 1864.
Han blev 12. marts 1827 gift med Petrea Christensen (2. oktober 1804 - 7. august 1882), datter af en mel- og grynhandler.